# Gnatholea subnuda
Gnatholea subnuda là một loài bọ cánh cứng trong họ Cerambycidae.